# Condado de Roane (Virginia Occidental)
El condado de Roane (en inglés: Roane County), fundado en 1856, es uno de los 55 condados del estado estadounidense de Virginia Occidental. En el año 2000 tenía una población de 15.446 habitantes con una densidad poblacional de 12 personas por km². La sede del condado es Spencer.

## Geografía
Según la Oficina del Censo, el condado tiene un área total de 1254 km² (484,2 mi²), de la cual 1254 km² (484,2 mi²) es tierra y 0 km² (0 mi²) (0.04%) es agua.

### Condados adyacentes
- Condado de Wirt - norte
- Condado de Calhoun - este
- Condado de Clay - sureste
- Condado de Kanawha - sur
- Condado de Jackson - oeste

### Carreteras
- Interestatal 79
- U.S. Highway 33
- U.S. Highway 119
- Ruta de Virginia Occidental 14
- Ruta de Virginia Occidental 36

## Demografía
En el 2000 la renta per cápita promedia del condado era de $24,511, y el ingreso promedio para una familia era de $29,280. En 2000 los hombres tenían un ingreso per cápita de $28,738 versus $17,207 para las mujeres. El ingreso per cápita para el condado era de $13,195. Alrededor del 13.70% de la población estaba bajo el umbral de pobreza nacional.

## Comunidades

### Ciudad
- Spencer

### Pueblo
- Reedy

### Comunidades no incorporadas
- Amma
- Cotton
- Elana
- Lattimer
- Left Hand
- Linden
- Looneyville
- Peniel
- Walton